# Radulf van der Beeke
Radulf van der Beeke (Breda, 2e helft 14e eeuw – Tongeren, 3 november 1403) was deken van het kapittel van Onze-Lieve-Vrouw van Tongeren. Hij was een letterkundige en specialist in de Roomse liturgie, alsook lesgever in de priorij van Corsendonck. Hij was één jaar rector van de universiteit van Keulen.

## Andere namen
- Radulf van Breda
- Radulf of Roland van Tongeren
- Latijn: Radulphus de Rivo

## Levensloop

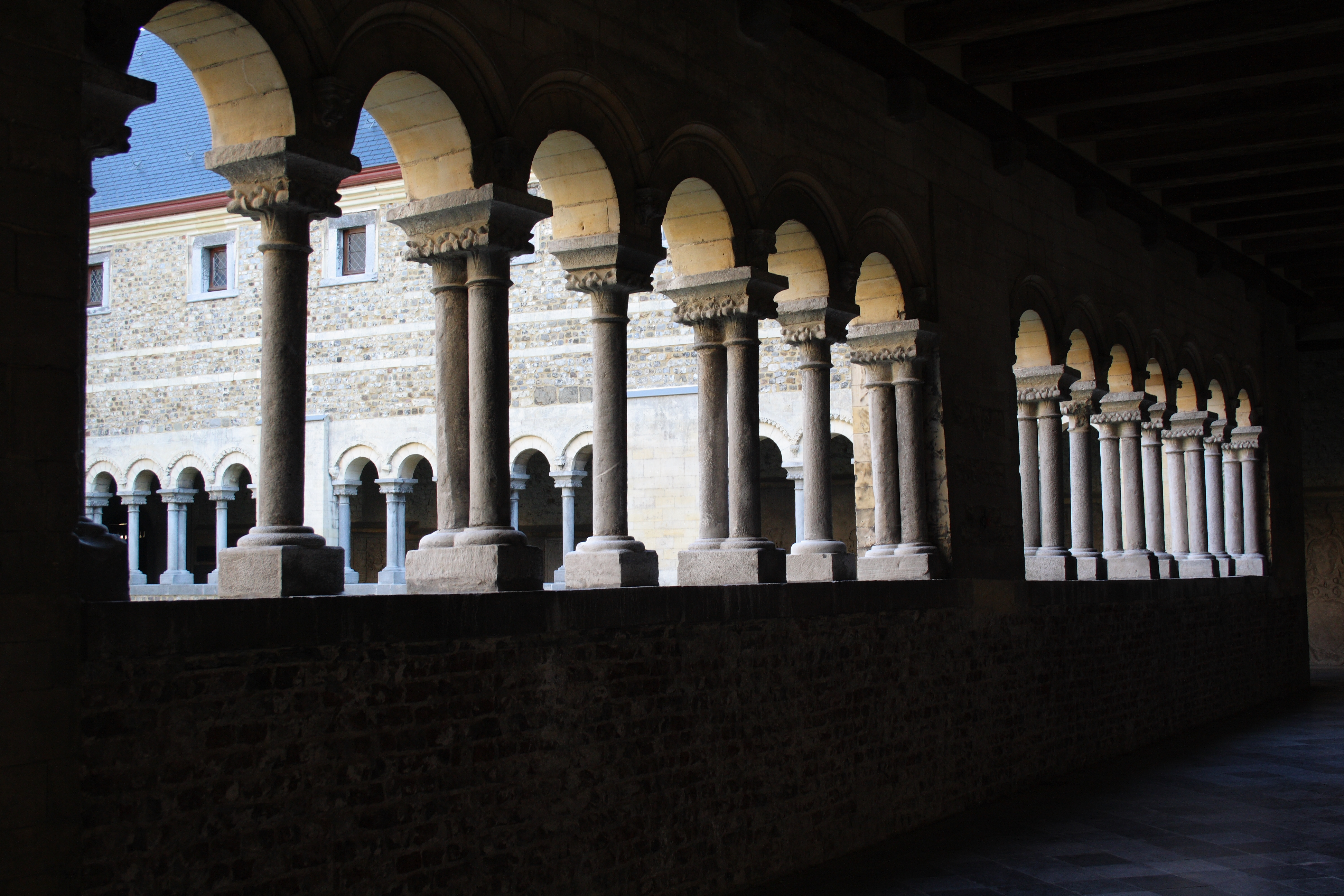
Kloostergang van Onze-Lieve-Vrouwebasiliek van Tongeren (België)

Radulf werd geboren in Breda, in het hertogdom Brabant. Dit moet in de tweede helft van de 14e eeuw plaats gevonden hebben. Zijn broer Lambert was pastoor van Groot-Zundert en 2 neven werkten voor de prins-bisschop van Luik.
Radulf studeerde theologie in Rome. Hij zou er les Oudgrieks gehad hebben van Simon Atumanos, de latere aartsbisschop van Thebe. Vanaf 1372 was hij werkzaam als kanunnik in het prinsbisdom Luik, meer bepaald in het kapittel van Onze-Lieve-Vrouw van Tongeren. In 1381 kreeg Radulf de bevordering tot deken van het kapittel, een functie die hij behield voor de rest van zijn leven. Nochtans was hij vele malen afwezig in Tongeren.
Van 1382 tot 1383 verbleef Radulf opnieuw in Rome. Hij keerde terug met aantekeningen over oude geschriften en met enkele zeldzaam te vinden boeken. Zo bezat hij een originele Oudgriekse tekst van het Nieuwe Testament, waarvan later Erasmus gebruik zou maken. Van 1396 tot 1399 studeerde hij aan de universiteit van Keulen. Gedurende 1 jaar was hij er zelfs rector (1397). Finaal behaalde hij de diploma’s van meester in de vrije kunsten (artes), doctor in de rechten en, wat later, doctor in het kerkelijk recht (1399). Hij werkte kortstondig aan de kerkelijke rechtbank van Keulen (1398). Nadien keerde hij terug naar Tongeren. Hij gaf les aan de priorij van Corsendonck in het hertogdom Brabant. Hij reorganiseerde het kapittel van Tongeren en eiste van eenieder kerkelijke discipline. Het verwaarlozen van de lectuur van de getijden kon hij niet verdragen. Hiervan zijn nota's van zijn hand teruggevonden.
Radulf stierf in Tongeren in 1403. Hij werd begraven in het klooster van Onze-Lieve-Vrouw, vlak aan de kapel van Allerheiligen. Zijn testament bevatte schenkingen van manuscripten aan meerdere kapittels in het prinsbisdom Luik.

## Werken
Radulf schreef meerdere werken, naast het verzamelen van manuscripten en boeken. Hij was een kerkjurist en kroniekschrijver. Zijn bekendste werk is de Historia Episcoporum Leodiensium, ofwel de geschiedenis van de bisschoppen van Luik. Dit werk kende later, nadat de boekdrukkunst was uitgevonden, vele herdrukken. Andere werken handelden over de Roomse liturgie, met onder meer getijdengebeden, psalmen en kerkelijke kalenders. Hij schreef ook een Oudgriekse grammatica.
- Biografisch Portaal: 04016779
- International Standard Name Identifier: 0000 0001 1507 1571
- Library of Congress Control Number: no2006113679
- Nederlandse Thesaurus van Auteursnamen: 185416357
- Système universitaire de documentation: 14840099X
- Virtual International Authority File: 79254362
- WorldCat: E39PBJgd9cHffQT3mgBvHr3G73